# Fancy Lala
Pour les articles homonymes, voir Lala.
Fancy Lala (魔法のステージ・ファンシーララ, Mahō no suteeji Fanshī Rara, littéralement « La scène magique, Fancy Lala ») est une série animée japonaise de magical girl produite par studio Pierrot en 1998. Une adaptation en manga en 2 volumes par Rurika Kasuga a été publiée dans le magazine shojo Ribon. Les dessins originaux ont été créés par Akemi Takada qui a travaillé sur plusieurs séries de Studio Pierrot dans les années 1980. La série animée a été diffusée en anglais par Bandai Entertainment, mais le manga n'est pas disponible en dehors du Japon.

## Synopsis
Un jour, Miho Shinohara, une fillette japonaise de 9 ans, reçoit deux dinosaures en peluche d'un inconnu. Les deux dinosaures s'animent et offrent à Miho un carnet à dessins magique et un crayon. Avec certaines limites et plus ou moins de contrôle, elle peut dessiner dans son carnet et donner vie à ses dessins. Miho peut également l'utiliser pour se transformer en une adolescente qu'elle appelle Fancy Lala. Fancy Lala est prise en main par Yumi Haneishi, la présidente de l'agence Lyrical Productions, et commence un long chemin vers la gloire.

## Personnages

### Personnages principaux
- Miho Shinohara (篠原みほ, Shinohara Miho?) / Fancy Lala (ファンシーララ, Fanshī Rara?) (seiyū : Reiko Ōmori) : Miho, une fillette de 9 ans, rêve de dessiner des mangas. Lorsque « Mystery Man » lui offre les dinosaures Pigu et Mogu qui lui donnent son carnet à dessins magique, elle obtient le pouvoir de se transformer en une adolescente de 15 ans, Fancy Lala.
- Mogu (モグ, Mogu?) (seiyū : Michiko Neya) : un dinosaure en peluche rose qui accompagne Miho.
- Pigu (ピグ, Pigu?) (seiyū : Shinobu Adachi, voix anglaise : Maureen Jones) : un dinosaure en peluche bleu qui accompagne Miho.
- Mystery Man (« l'homme-mystère ») (不思議さん, Fushigi-san?) (seiyū : Ryunosuke Ōbayashi) : un homme mystérieux qui offre Pigu et Mogu à Miho. Il donne également des conseils à Miho/Fancy Lala.
- Hiroya Aikawa (相川ひろや, Aikawa Hiroya?) (seiyū : Hideo Ishikawa) : un chanteur populaire, Hiroya est l'idole de Miho et le mentor de Fancy Lala. Et est amoureux de Fancy Lala
- Yumi Haneishi (羽根石由美, Haneishi Yumi?) (seiyū : Atsuko Tanaka) : la présidente de Lyrical Productions, la maison de production de Fancy Lala. Elle était autrefois mariée à Kishi, le guitariste de Hiroya Aikawa, et a un fils, Tappei.
- Ririka Kawaguchi (川口理々香, Kawaguchi Ririka?) (seiyū : Michikio Neya) : la manager de Fancy Lala.
- Taro Yoshida (吉田太郎, Yoshida Tarō?) (seiyū : Kappei Yamaguchi) : le voisin et camarade de Miho. Ils se battent souvent mais il l'aime bien (son rêve est de L'épouser). C'est également le cousin de Miki Yumeno.
- Miki Yumeno (夢野美樹, Yumeno Miki?) (seiyū : Fumie Kusachi) : une jeune chanteuse populaire et la plus grande rivale de Fancy Lala. C'est aussi la cousine de Taro Yoshida.

### Personnages secondaires
- Katsunoshin Asaka (朝霞先生, Asaka-sensei?) (seiyū : Mitsuru Miyamoto) : le professeur de Miho.
- Emiko Kanno (菅野江美子, Kanno Emiko?) (seiyū : Eiko Kanazawa) : une employée de Lyrical Productions.
- Komiyama (コミさん, Komi-san?) (seiyū : Ken Narita) : le styliste de Fancy Lala. Le dernier épisode laisse entendre qu'il en sait plus sur ce qui se passe qu'il ne le laisse entendre.
- Anna Nozaki (野崎あんな, Nozaki Anna?) (seiyū : Mayumi Iizuka) : une camarade de Miho.
- Chisa Shinohara (篠原ちさ, Shinohara Chisa?) (seiyū : Mifuyu Hiiragi) : la grande sœur de Miho.
- Mamiko Shinohara (篠原真実子, Shinohara Mamiko?) (seiyū : Yoshiko Sakakibara) : la mère de Miho. Elle est productrice pour la télévision et n'est pas souvent à la maison.
- Yoichiro Shinohara (篠原洋一郎, Shinohara Yōichirō?) (seiyū : Noboru Hoshino) : le père de Miho. Il est paléontologue et travaille beaucoup de chez lui.
- Yoshio (ヨシオ, Yoshio?) (seiyū : Yūji Ueda) : un employé de Lyrical Productions.
- Akiru Yūki (結城あきる, Yūki Akiru?) (seiyū : Omi Minami) : la meilleure amie de Miho. Elle rêve de devenir actrice.

## Production
Fancy Lala est une refonte complète d'une ancienne OAV de Studio Pierrot intitulée Harbor Light Monogatari Fashion Lala Yori. La série a également été influencée par Creamy, merveilleuse Creamy, dont l'héroïne est aussi une petite fille japonaise qui obtient le pouvoir de se transformer en jeune idole.

## Liste des épisodes
| no | Titre japonais                                                    | Traduction                                     |
| -- | ----------------------------------------------------------------- | ---------------------------------------------- |
| 1  | 「みほ、華麗なる変身!」 (Miho, Karei Naru Henshin)                | La transformation spectaculaire de Miho        |
| 2  | 「ララの原宿デビュー!」 (Rara no Harajuku Debyū!)                 | Les débuts de Lala à Harajuku                  |
| 3  | 「どきどきテレビ出演!」 (Dokidoki Terebi Shutsuen)                | L'émission de télé qui fait battre les cœurs ! |
| 4  | 「ダブルデートの日曜日」 (Daburudēto no Nichiyōbi)                | Double rendez-vous dimanche !                  |
| 5  | 「みほとララの多忙な一日」 (Miho to Rara no Tabōna Ichinichi)     | Une journée chargée pour Miho et Lala !        |
| 6  | 「ララはライバル?」 (Rara wa Raibaru?)                            | Lala est une rivale ?                          |
| 7  | 「恐怖のモッコ当番」 (Kyōbu no Mokko Tōban)                       | La terrible garde de Mokko                     |
| 8  | 「チビ猫リルと魔法のひみつ」 (Chibi Neko Riru to Mahō no Himitsu) | Le chaton Lilu et le secret de la magie !      |
| 9  | 「歌手になんてなれない!」 (Kashu ni Nante Narenai!)               | Je ne pourrai jamais devenir chanteuse !       |
| 10 | 「すったもんだのキャンペーン」 (Suttamonda no Kyampēn)            | Désastre à la campagne de promotion du CD !    |
| 11 | 「華麗なるピンチヒッター」 (Karei Naru Pinchihittā)               | Le remplaçant spectaculaire !                  |
| 12 | 「あなたはだあれ？」 (Anata wa Daare?)                            | Qui êtes-vous ?                                |
| 13 | 「ララとひろやのスキャンダル」 (Rara to Hiroya no Sukyandaru)     | Le scandale de Lala et Hiroya !                |
| 14 | 「おもちゃの国のみほ」 (Omocha no Kuni no Miho)                   | Miho au pays des jouets !                      |
| 15 | 「その夢は終わらない」 (Sono Yume wa Owaranai)                    | Ce rêve ne finira jamais                       |
| 16 | 「みほの最初の一人旅」 (Miho no Saisho no Hitoritabi)             | Miho voyage seule pour la première fois !      |
| 17 | 「カッパが出てきた日」 (Kappa ga Detekita Hi)                     | Le jour de l'apparition du kappa !             |
| 18 | 「ララは恋のキューピッド」 (Rara wa Koi no Kyūpiddo)              | Lala est un Cupidon !                          |
| 19 | 「お姉ちゃんの忘れ物」 (Onēchan no Wasuremono)                    | Quelque chose que Chisa a laissé derrière elle |
| 20 | 「お母さんと一緒？！」 (Okāsan to Issho?!)                        | Ensemble avec maman ?!                         |
| 21 | 「朝霞先生の恋人？」 (Asaka Sensei no Koibito?)                   | La petite amie de M. Asaka ?!                  |
| 22 | 「スクープ!ララの正体」 (Sukūpu! Rara no Shōtai)                  | Scoop ! L'identité de Lala dévoilée !          |
| 23 | 「お姉ちゃんのボーイフレンド」 (Onēchan no Bōifurendo)            | Le petit ami de ma sœur                        |
| 24 | 「ララのファーストコンサート」 (Rara no Fāsuto Konsāto)           | Le premier concert de Lala                     |
| 25 | 「消えてしまったララ」 (Kieteshimatta Rara)                       | Lala a disparu !                               |
| 26 | 「みんな大好き!」 (Minna Daisuki!)                                | Je vous aime tous !                            |

## Impact et influence
Même si Fancy Lala n'a pas eu un succès énorme au Japon (à ce moment, Cardcaptor Sakura avait beaucoup de succès et éclipsait toutes les autres séries de magical girls), la série influença d'autres séries analogues sorties plus tard, qui eurent elles aussi un succès mitigé. Parmi celles-ci, on peut trouver Chance Pop Session ou Full Moon wo sagashite qui eut plus de succès.

## Diffusions à l'international
Fancy Lala fut diffusée en anglais à partir de 2001 sous licence de Bandai Entertainment, avec un doublage anglais réalisé par Blue Water Studios. La série est sortie en DVD mais n'est disponible qu'en région 1 en dehors du Japon. La série a également été diffusée sur les chaînes d'Animax, entre autres à Hong Kong, Taïwan, et sur les chaînes anglophones d'Asie du Sud-Est et de l'Est.
Une version en philippin a été diffusée sur la chaîne ABC 5 aux Philippines. La série a également été diffusée en italien par Merak Film. Au Portugal, Fancy Lala a été achetée par Canal Panda qui l'a fait doubler en portugais et diffuser de 2003 à fin 2004.

### Site officiel
- (ja) La page officielle de Mahō no Stage Fancy Lala sur le site de Studio Pierrot

### Sites de fans
- (en) The Mahou no Stage Fancy Lala Encyclopedia
- (en) Mahou no Stage Fancy Lala sur Henshin: The Mahou Shoujo Genre
- (en) Article sur Fancy Lala sur l'encyclopédie d'Anime News Network